# Phtheochroa pulvillana
Phtheochroa pulvillana es una especie de polilla de la familia Tortricidae. Se encuentra desde Europa (donde se ha registrado desde Alemania, Polonia, Austria, Italia, la República Checa, Eslovaquia, Hungría, Rumanía, Croacia, Macedonia del Norte y Ucrania) hasta el sureste de Rusia, Transcaucasia e Irán.
La envergadura es de 16–21 mm. Se han registrado vuelos en adultos de mayo a julio en una generación por año.
Las larvas se alimentan de Asparagus officinalis. Alimentan en la raíz de su planta anfitriona. Se alimentan del tallo de su planta huésped. La especie pasa el invierno en estado larvario.